# Полевая ложнопищуха
Полевая ложнопищуха (лат. Climacteris picumnus) — вид птиц семейства ложнопищуховых.
Эндемик Австралии. Довольно распространенный вид на востоке страны. Населяет открытые леса, буш и редколесья с преобладанием эвкалипта.
Тело длиной 14—18 см и весом 22—44 г. Верх головы красновато-серый. Спина и крылья коричневые (маховые крылья тёмно-коричневые). Лицо, шея, грудь и крестец пепельные. Брови и горло светло-серые. От клюва через глаз проходит тонкая чёрная полоска. Брюхо белое, отдельные перья имеют коричневую кайму, что создаёт общий рябой узор. У самок лицо светлее, чем у самца.
Вид обитает в эвкалиптовых лесах и редколесьях разных типов. Оседлые птицы. Активны днём. Во внебрачный период держатся небольшими группами до 8 птиц. Большую часть дня проводят в поисках пищи. Питаются насекомыми, их личинками, яйцами и другими беспозвоночными, собирая их на стволах, ветвях и под корой деревьев.
Моногамные птицы. Сезон размножения длится с июля по декабрь. Гнёзда строят в дуплах. Дно выстилают травой и мхом. В кладке 3—4 розовых яйца. Инкубация продолжается 14—16 дней. О птенцах заботятся оба родителя. Часто им помогают самцы предыдущих выводков. Птенцы оставляют гнездо через 21—26 дней. Самостоятельными становятся через 40 дней.